# The Bones
The Bones sind eine schwedische Punk-’n’-Roll-Band aus Karlskrona, deren Stil an Social Distortion oder auch an die Backyard Babies erinnert.

## Geschichte
Schlagzeuger Spooky Fred, Bassist Andi Nero und Sänger bzw. Gitarrist Beef Bonanza trafen sich bereits 1993 in ihrer Heimatstadt Karlskrona zu gemeinsamen Jamsessions. 1996 stieß Sänger und Gitarrist Marcus „Boner“ Petersson hinzu, sodass das bis heute bestehende Line-Up komplett war. Die erste, 1997 im Eigenvertrieb erschienene EP The Horrorway war bereits nach einigen Monaten ausverkauft. Durch den Erfolg und beständiges Touren wurde das Dortmunder Plattenlabel I Used To Fuck People Like You In Prison Records auf die Band aufmerksam und nahm sie 1999 unter Vertrag. Noch im selben Jahr erschien die zweite EP Six Feet Down, Two Fingers Up, im darauffolgenden Jahr das erste Album Screwed, Blued, Tattooed.
Auf der 2006 erschienenen EP Partners In Crime Vol. 1 spielten The Bones zusammen mit Sick of It All, Crucified Barbara und den Backyard Babies fünf Covers und eine Neuinterpretation von Home Sweet Hell ein.
Das 2007 veröffentlichte Album Burnout Boulevard war das erste beim neuen Label Century Media Records (die Vinyl-Version erschien bei People Like You) und wurde von Marcus Petersson produziert.
The Bones sind im Film OTE aus dem Jahr 2010 zu sehen.

## Diskografie

### Alben
- Screwed, Blued & Tattooed (2000, I Used To Fuck People Like You In Prison Records)
- Bigger Than Jesus (2002, I Used To Fuck People Like You In Prison Records)
- Straight Flush Ghetto (2004, I Used To Fuck People Like You In Prison Records)
- Burnout Boulevard (2007, I Used To Fuck People Like You In Prison Records(LP) / Century Media Records(CD))
- Berlin Burnout (Live) (2010, I Used To Fuck People Like You In Prison Records (DVD))
- Monkeys with Guns (2012 - Release 15. Juni 2012, I Used To Fuck People Like You In Prison Records)
- Flash the Leather (2015 - Release 11. September 2015, I Used To Fuck People Like You In Prison Records)

### EPs
- The Horrorway EP (1997, Eigenvertrieb)
- The „Rock n' Roll Race“ EP (I Used To Fuck People Like You In Prison Records)
- Six Feet Down, Two Fingers Up (1999, I Used To Fuck People Like You In Prison Records)
- Partners in Crime Vol. 1 (2006, I Used To Fuck People Like You In Prison Records)

### Singles
- Do You Wanna… (2004, I Used To Fuck People Like You In Prison Records)
- It’s My Life (2004, I Used To Fuck People Like You In Prison Records)